# Македонизм
Македонизм или македонский национализм (макед. Македонски национализам) — политическая доктрина и идеология, которая обосновывает прошлое и настоящее македонской национальной и этнической идентичности, самостоятельность и значение македонского языка, нации и культуры. Исторически течение противостоит интернационализму (в том числе югославизму, коммунизму и титоизму), а также болгарскому, греческому и сербскому (великосербскому) национализму. Македонистская идеология является официальной доктриной в Республике Северная Македония.

## История
Македонизм появился как самостоятельная идея во второй половине XIX века. Термин македонист впервые употреблен в статье «Македонский вопрос» (Македонският въпрос) болгарского публициста Петко Славейкова, опубликованном в журнале «Македония» в 1871 году. В этой статье он утверждал. что в Македонии есть люди (не называя их по именам) которые считают себя потомками древних македонян и противопоставляют себя и свои диалекты восточным болгарам и болгарскому литературному языку. Имя первого из известных «македонистов» — Георгий Пулевский. В 1870-80-е гг. он опубликовал ряд работ, где утверждал, что славянское население Македонии является потомками древних македонян, и имеет свой, отдельный от болгарского и сербского, язык.
К тому же времени относятся попытки создавать первые «македонистские» организации среди македонских эмигрантов в Болгарии (созданная Георгием Пулевским «Славяно-македонская книжная дружина» и созданный Темко Поповым «Тайный македонский комитет»).
В 1880-е годы российский этнограф болгарского происхождения Петр Драганов, который провел несколько лет в Македонии, утверждал, что, помимо «сербофилов» и «болгарофилов» в Македонии имеются люди, называющие себя «автономистами» или «автохтонами» и противопоставляющие себя и тем и другим.
К этому же времени относится интерес сербских властей к македонизму — так, сербский министр просвещения Стоян Новакович в тайном докладе утверждал, что македонизм может быть хорошим союзником сербской пропаганды в борьбе против болгарского влияния в Македонии. Некоторые македонисты того времени — как Темко Попов, получали денежные субсидии из Белграда.
Формирование македонского национализма как самостоятельной идеологии происходит также среди македонской эмиграции в Российской империи, где создается Славяно-македонское научное и литературное общество. Его участники подписали в 1913-м году Меморандум о независимости Македонии и издавали вестник «Македонский голос» для пропаганды своих идей. Тезисы македонского национализма были обобщены в работе Крсте Петкова Мисиркова «О македонских делах».
Тем не менее, в то время македонский национализм не получает значительного распространения среди славяноговорящего населения Македонии.
После Балканских войн Вардарская Македония входит в состав Сербии, где начинается активная политика сербизации болгаро-славянского населения. Белград теперь отвергает и македонизм, утверждая, что Вардарскую Македонию населяют «южные сербы».
Сопротивление политике сербизации проходило под флагами болгарского национализма, но также лозунга «Македония для македонцев», который активно использовала ВМОРО.
В 1934-м году Коминтерн принимает решение «по македонскому вопросу», где постулирует существование македонцев как отдельной славянской национальности. После чего ряд македонских интеллигентов левого направления склоняется к идеям македонизма. В 1930-е гг. появляется художественная литература на македонском народном языке, создаваемая в основном литераторами левого крыла (Василь Ильоский, Ристо Кроле, Коле Неделковский, продолжается дискуссия о национальном характере македоно-славянского населения. Поэт Кочо Рацин, автор книги стихов на македонском языке выпускает в 1930-м году полемическую статью «Македонцы или македоно-болгары», отстаивая особый национальный характер македоно-славянского населения. В то же время, значительная часть македонской интеллигенции и в это время продолжает идентифицировать себя как «македонские болгары».
Процесс массовой македонизации македонских славян начался с подачи Тито в 1940-е и 1950-е годы.
Болгарский историк Божидар Димитров, являющийся директором Национального исторического музея Болгарии, заявил в июле 2014 года, что македонизм является преступлением против человечества. Димитров утверждает, что македонская нация, язык и государство созданы в 1944 году Коммунистической партией Югославии. Он напоминает, что каждому кто продолжал именовать себя болгарином на территории бывшей югославской Республики Македония, грозило тюремное заключение в 3,5 года. Димитров считает, что поскольку македонизм был навязан на территории бывшей югославской республики силой, то его следует вынести на обсуждение в международный суд в Страсбург или Гаагу.